# Filmproducer
A filmproducer  a filmkészítés pénzügyi feltételeit megteremtő szakember, aki az alkotómunka zavartalan lebonyolításáért is felelős.
Tőkét szerez a forgatáshoz, valamint a film munkálatainak átfogó irányítását is ellátja; a bukás vagy a sikerre vitel az ő felelőssége.
Munkája jóval a forgatás előtt megkezdődik. Adaptált forgatókönyv esetén az első dolga, hogy a regény filmreviteléért járó jogdíjat kialkudja, ezáltal a történetet megszerezze a produkció számára, majd megszervezi a stábot.
Az Amerikai Egyesült Államokban kétféle produceri rendszer működik.
- Stúdióproducer: a producer a stúdió alkalmazottja, akik a stúdió vezetésétől kapják a feladatukat, a keretet, a stábot és a szereplőket. Felelősséggel tartozik az executive producer (jelentése ügyvezető producer) felé, aki az adott stúdió vezetője. A producerek gyakran nem alkalmazottak, hanem társvállalkozói a filmstúdióknak.
- Stúdiófüggetlen producer: az önálló producer keres egy stúdiót a meglévő filmprojektjének finanszírozására. Teljes körű pénzügyi és alkotói irányítást gyakorolnak filmjeik felett.

Magyarországon is két különböző produceri struktúra él. 
- Az általános gyakorlat szerint a filmrendező a kész forgatókönyvéhez keres egy producert, aki a megfelelően előkészített filmtervvel megpályázza többek között a Magyar Mozgókép Közalapítványtól a szükséges önrészt, valamint egyéb magánforrásokat keres a filmhez. Ilyenkor a filmes szerzői jogokat a rendezővel, forgatókönyvíróval közösen birtokolják.
- A másik rendszer az úgynevezett kreatív producer: saját ötletét megíratja egy forgatókönyvíróval, arra filmrendezőt keres, majd a rendezővel közösen felkutatják a többi alkotótársat, előkészítik a filmet, majd a szokásos finanszírozási csatornákon keresztül megteremti az anyagi feltételeket a gyártáshoz és az utómunkához stb. Ebben az esetben a filmes tulajdonjogokat a producer önállóan birtokolja, valamint a filmművészeti kérdésekben is jelentősebb befolyást gyakorol.

## Amerikai producertípusok
| Angol megnevezés      | Magyar megnevezés      | Feladat |
| --------------------- | ---------------------- | --- |
| Executive Producer    | főproducer             | Vezető producer, aki általában reprezentatív feladatot lát el, a filmgyártó vállalat ügyvezető igazgatója; kisebb gyártóknál az executive producer és a producer ugyanaz, ebben az esetben csak a producer megjelölést használják. |
| Producer              | producer               | A produkcióban főleg a pénzügyi részt irányítja. |
| Co-Producer           | társproducer           | A filmkészítés során jellemzően egy vagy több gyártási funkcióért felel. Kisebb felelősséggel rendelkezik mint a producer. |
| Associate Producer    | társproducer (titulus) | Valójában segédproducer, olyan személy, aki a producertől kapott „produceri feladatok” egy részét látja el, az adott producer közvetlen felügyelete és irányítása alatt.                                                           |
| Production Director   |                        | Európában a rendezőasszisztenst jelenti |
| Line Producer         | főgyártásvezető        | Felügyeli a film költségvetését; kapcsolattartó a producer, a rendező és a film fő stábtagjai között. |
| Production supervisor |                        | |
| Production manager    | gyártásvezető          | |

## Híres hollywoodi producerek
- Andy Vajna – Terminátor 2, 3, 4
- Albert R. Broccoli, Michael G. Wilson és Barbara Broccoli – James Bond-sorozat
- Clint Eastwood - Levelek Ivo Dzsimáról (2006), A dicsőség zászlaja (2006), Millió dolláros bébi (2004), Titokzatos folyó (2003), Véres munka (2002), Monterey Jazz Festival: 40 Legendary Years (1998), Államérdek (1997), Henrietta csillaga (1995), A szív hídjai (1995), Tökéletes világ (1993), Nincs bocsánat (1992), Az elefántvadász (1990), Thelonius Monk: Straight, No Chaser (1988), Bird - Charlie Parker élete (1988), Kötéltánc (1984), Az igazság útja (1983), Lebujzenész (1982), Tűzróka (1982)
- Jerry Bruckheimer – Top Gun, Con Air – A fegyencjárat, Pearl Harbor - Égi háború, Armageddon, A Karib-tenger kalózai
- Dino De Laurentiis – Waterloo, Death Wish, U-571, Hannibal
- Robert Evans - Love Story, A Keresztapa, Kína-szindróma, The Saint
- Howard Kazanjian – Az elveszett frigyláda fosztogatói, Csillagok háborúja VI: A jedi visszatér, Demolition Man
- Alexander Korda – Things to Come, The Four Feathers, A Bagdadi tolvaj
- Walter Mirisch – West Side Story, A muzsika hangja,
- Harry Saltzman – A James Bond sorozat, Battle of Britain, The Ipcress File
- David O. Selznick – King Kong, Elfújta a szél
- Sam Spiegel – Afrika királynője, Híd a Kwai folyón, Arábiai Lawrence
- Irving Thalberg – Mutiny on the Bounty, The Hunchback of Notre Dame, Grand Hotel, A Night at the Opera
- Hal B. Wallis – A máltai sólyom, Casablanca, Elvis Presley filmek
- Saul Zaentz – Száll a kakukk fészkére, Amadeus, Az angol beteg
- Darryl F. Zanuck – sok Shirley Temple-film, The Grapes of Wrath, Mindent Éváról, A leghosszabb nap

## Külső hivatkozások
- Filmproducerek Egyesületeinek Nemzetközi Szövetsége (FIAPF)
- Népszabadság Online: A producer szerzői joga
- Producer.lap.hu - linkgyűjtemény